# Vappolotes longshan
Espèce
Vappolotes longshan est une espèce d'araignées aranéomorphes de la famille des Agelenidae.

## Distribution
Cette espèce est endémique du Hunan en Chine,. Elle se rencontre dans le xian de Longshan des grottes.

## Description
Le mâle holotype mesure 6,27 mm et la femelle paratype 5,31 mm.

## Systématique et taxinomie
Cette espèce a été décrite par Li, Zhao et Li en 2023.

## Étymologie
Son nom d'espèce lui a été donné en référence au lieu de sa découverte, le xian de Longshan.

## Publication originale
- Li, Zhao & Li, 2023 : « Three new species of the genus Vappolotes Zhao & Li, 2019 (Araneae, Agelenidae) from southwest China. » Zootaxa, no 5270(2), p. 325-336.